# Ана Каландадзе
Ана Каландадзе (на грузински: ანა კალანდაძე) е грузинска поетеса и преводачка.
Родена е на 15 декември 1924 година в село Хидистави в Гурия. През 1946 година завършва ориенталистика в Тбилиския университет, а от 1952 година работи в Института по езикознание в Тбилиси. От 1946 година публикува поезия и се утвърждава като една от водещите фигури в грузинската литература от втората половина на XX век.
Ана Каландадзе умира от инсулт на 11 март 2008 година в Тбилиси.